# کوتاه‌شاخکان
کوتاه‌شاخکان(نام علمی: Brachycera) نام یک زیرراسته از راسته مگس است.